# کالبیس کوبی
کالِبیس کوبی (به گرجی: ქალების ქობი) (تلفظ: kalebis kobi) (به معنای: غار زن‌ها) غاری است در یک کیلومتری شمال فریدون‌شهر در استان اصفهان است.
این غار در گذشته پناهگاه زنان و کودکان فریدون شهر به هنگام حملهٔ عشایر کوه‌نشین بوده است.
طول این غار ۲۵ متر و عرض آن در جاهای مختلف بین ۳ تا ۷ متر است بلندای آن (ارتفاع داخلی) بین ۲ تا ۶ متر و کف آن مسطح و در انتهای آن چاه عمیقی است که به جهت جلوگیری از سقوط بازدیدکنندگان مسدود شده است.